# Ruffian (versenyló)
Ruffian, egy angol telivér kanca, versenyló, életének 3 éve alatt 1972 és 1975 között minden versenyt megnyert. A 20. század galoppversenyzésének legjobb kancájának tartják. Utolsó versenyén a végsőkig küzdött hatalmas fájdalmak mellett, és csak lábtörése után állt meg.

## Előélete
1972. április 17-én egy gyönyörű fekete kanca látott napvilágot a Kentucky Claiborne Farmon. Tenyésztői és első gazdái Stuart és Barbara Janney. A ló apai nagyapja a híres Bold Ruler volt, s ezen az ágon rokonságban állt Secretariat-tal is. A különlegesen magas kanca (172 centis marmagassággal) 2 évesen került Frank Y. Whiteley-hez. Whiteleynek köszönhető Ruffian karrierje. (Frank Whiteley 2008 májusában hunyt el, 93 évesen.)

## A Kancák Királynője
Ruffian élete 10 versenyén végig veretlen maradt, bár voltak gyengélkedő pillanatai is. Élete első futását 15 hosszos előnnyel nyerte, és a többi első helyét is 8 hossz átlagos előnnyel szerezte meg. Úgy tűnt, meg sem erőlteti magát a hatalmas száguldásban, és 1975-ben fölényesen nyerte meg a kancák Hármas Koronáját, a Hármas Tiarát. Ő kapta az 1974 kancacsikója címet.

## Az utolsó verseny: a Nemek versenye
Ruffian életének utolsó futása egy összehasonlító futam volt az akkori Kentucky Derby győztesével, Foolish Pleasure-rel, akinek nagyapja szintén Bold Ruler volt, tehát tulajdonképpen rokonnak számított a két ló. A verseny 1975. július 6-án zajlott le. Mivel a két állatnak azonos lovasa volt, Jacinto Vasqueznek a két ló közül kellett választania, s ő Ruffian mellett döntött, bízva abban, hogy a két ló közül ő a jobb. Bár a valóságban pénz is volt a tét, az emberek úgy érezték, ez lesz a nemek versenye, és onnantól így is emlegették.
A lovak beálltak és megszólalt az indító csengő és Ruffian vállát súlyosan megsebesítette a kivágódó ajtó. De a kanca a hihetetlen fájdalom ellenére mégis elindult, s az első 400 méteren fej-fej mellett futott a ménnel. A következő 200 méteren azonban eltörte a jobb elülső lábát, így már muszáj volt megállnia. 50 000 ottani, és 18 millió televízió előtti ember nézte végig ahogy Ruffian a végsőkig küzd a győzelemért. Amint a zsokéja észrevette, hogy valami baj van, azonnal leugrott a kanca hátáról. A helyszínről azonnal egy állatkórházba szállították. 4 orvos és egy ortopéd sebész 3 órás operációja sikeresnek bizonyult, de mikor a kanca ébredezett, lábaival ismét kapálódzni kezdett a padlón. A merevítők és a nehéz gipsz darabokra törte a ló másik lábát is, és az orvosok úgy gondolták, hogy két lábára kiható helyreállító műtétsorozatot már nem élne túl, ezért A Kancák Királynőjét a Nemek versenyét követő, napon elaltatták. A ló nem volt több 3 évesnél.

## Veretlen mindörökre
"Minden 15-20 évben eljön a pillanat, hogy egy remek és tehetséges versenyló tragédiája a legkeményebb lovasok szívét is összetöri. Pont mint a kancacsikó, Ruffian" - A lóversenyzés teljes könyve.
Ruffian életének minden versenye után trénere egyet a hátára terített régi takarói közül. A temetésén azonban kettőt kapott, mert, idézem:mert megérdemelte. A kancát a Belmont Parkban, a célvonal felé nézve temették el. Halála után még 1975-ben megkapta az év hároméves csikója díjat, s ezzel felkerült a 20. század 100 legjobb galopplovának listájára, a 35-ik helyre, ami e listán a legjobb kanca által elért helyezést jelentette. Ugyan ezen listán Foolish Pleasure 97. helyezést ért el. A lista neki adta mindemellett a 20. század kancacsikója címet is. Egy sportmagazin a legjobb 100 női sportoló közé választotta, s közöttük ő az egyetlen, aki nem ember.

## Lásd még
- Kincsem

## Fordítás
- Ez a szócikk részben vagy egészben  a   Ruffian (horse) című angol Wikipédia-szócikk fordításán alapul.  Az eredeti cikk szerkesztőit annak laptörténete sorolja fel. Ez a jelzés csupán a megfogalmazás eredetét és a szerzői jogokat jelzi, nem szolgál a cikkben szereplő információk forrásmegjelöléseként.